# Eucyclopera
Eucyclopera is een geslacht van vlinders van de familie spinneruilen (Erebidae), uit de onderfamilie Arctiinae.

## Soorten
- E. abdulla Dyar, 1917
- E. argentinensis Rothschild, 1912
- E. arida Skinner, 1906
- E. boliviana Forster, 1942
- E. carpintera Schaus, 1910
- E. coronado Knowlton, 1967
- E. cynara Druce, 1894
- E. cynossema Druce, 1894
- E. cypris Druce, 1894
- E. chorion Dyar, 1917
- E. ducei Schaus
- E. flaviceps Burmeister, 1878
- E. minuta Rothschild, 1912
- E. plagidisca Hampson, 1895